# ワルター・フルトヴェングラー
ワルター・オイゲン・ゲオルク・フルトヴェングラー（ドイツ語：Walter Eugen Georg Furtwängler、1887年11月23日 - 1967年5月15日）は、ドイツの登山家。ベルリン生まれ。バイエルン州バート・ヴィースゼーで死去。

## フルトヴェングラー一族
ワルター・フルトヴェングラーは高名なフルトヴェングラー一族の一人で、父親は考古学者のアドルフ・フルトヴェングラー。兄はオーケストラ指揮者のヴィルヘルム・フルトヴェングラー。ヴィルヘルムの子で考古学者のアンドレアス・フルトヴェングラーは甥。子には映画監督のフローリアン・フルトヴェングラー、建築家のベルンハルト・フルトヴェングラーがいる。ベルンハルトの娘には女優のマリア・フルトヴェングラーがいる。

## 生涯
ミュンヘンの人文系ギムナジウムに最初の4年間通った後、家庭教師から学んだ。1907年、ハイデルベルクの上級実業学校で修了試験（今日の高卒試験「アビトゥア」に相当）に合格。1907-1908年、ミュンヘンの第1野戦砲兵連隊に志願兵として所属すると同時に、ミュンヘン大学で哲学を学んだ。続いてベルリンに移って大学の東洋学ゼミナールで学び、海外植民地で造林技術者の職を得る準備を進めた。1909-1911年、ドイツ領東アフリカに居住し、テンダグル探検（現在のタンザニア地方）に参加した。1911年、マラリアに罹ってドイツへ帰国し、エアランゲン大学で芸術史の勉強を始めた。1912年初頭、アフリカへ戻り、ジークフリート・ケーニヒから狩猟・スポーツ探検隊のリーダーを引き継いだ。このとき、キリマンジャロ連峰の最高峰であるヴィルヘルム皇帝峰（今日のキボ峰）の踏破に成功した。同地の氷河は、1912年12月、ワルターがジークフリート・ケーニヒとともにキボ峰からの世界初のスキーでの滑降を成功させたことから、それに因んで「フルトヴェングラー氷河」と名付けられた。1913年5月、ドイツに帰国し、1913-14年、ロシアへの農業体験旅行を実行した。1914年夏学期、ミュンヘン大学で芸術史を学んだ。1914年秋から1918年末まで、第一次世界大戦に下士官として従軍した。1919-1929年、フライブルク大学で芸術史を学んだが、上級実業学校修了ではフライブルクの博士号取得要件に満たなかったため、1923年、提出先をエアランゲン大学として「フライブルク・イム・ブライスガウの旧墓地」をテーマとする博士論文を提出した。
バート・ヴィースゼーでは、妻ヒルデとともにペンション「タンネック・ハウス」を経営していた。

## 著作
- Der Freiburger "Alte Friedhof". Ein Beitrag zur Kunstgeschichte des Breisgaus um die Wende des 18. Jahrhunderts. Dissertation Erlangen 1924 (『フライブルクの旧墓地：18世紀末のブライスガウ地方の芸術史論考』、1924年提出の博士論文。経歴付き）